# 扁鞘飘拂草
野飘拂草（学名：Fimbristylis complanata），又名扁鞘飘拂草，为莎草科飘拂草属下的一种多年生草本植物，叢生，喜歡生長在潮濕的環境中，高可達1米。